# 대구한의대한방병원
대구한의대학교 한방병원(大邱韓醫大韓方病院)은 대구광역시 동구 혁신대로 430에 위치한다. 대구한의대학교 한의과대학 부속 한방병원이다.

## 같이 보기
- 대구한의대학교
- 한의과대학